# Ikizukuri

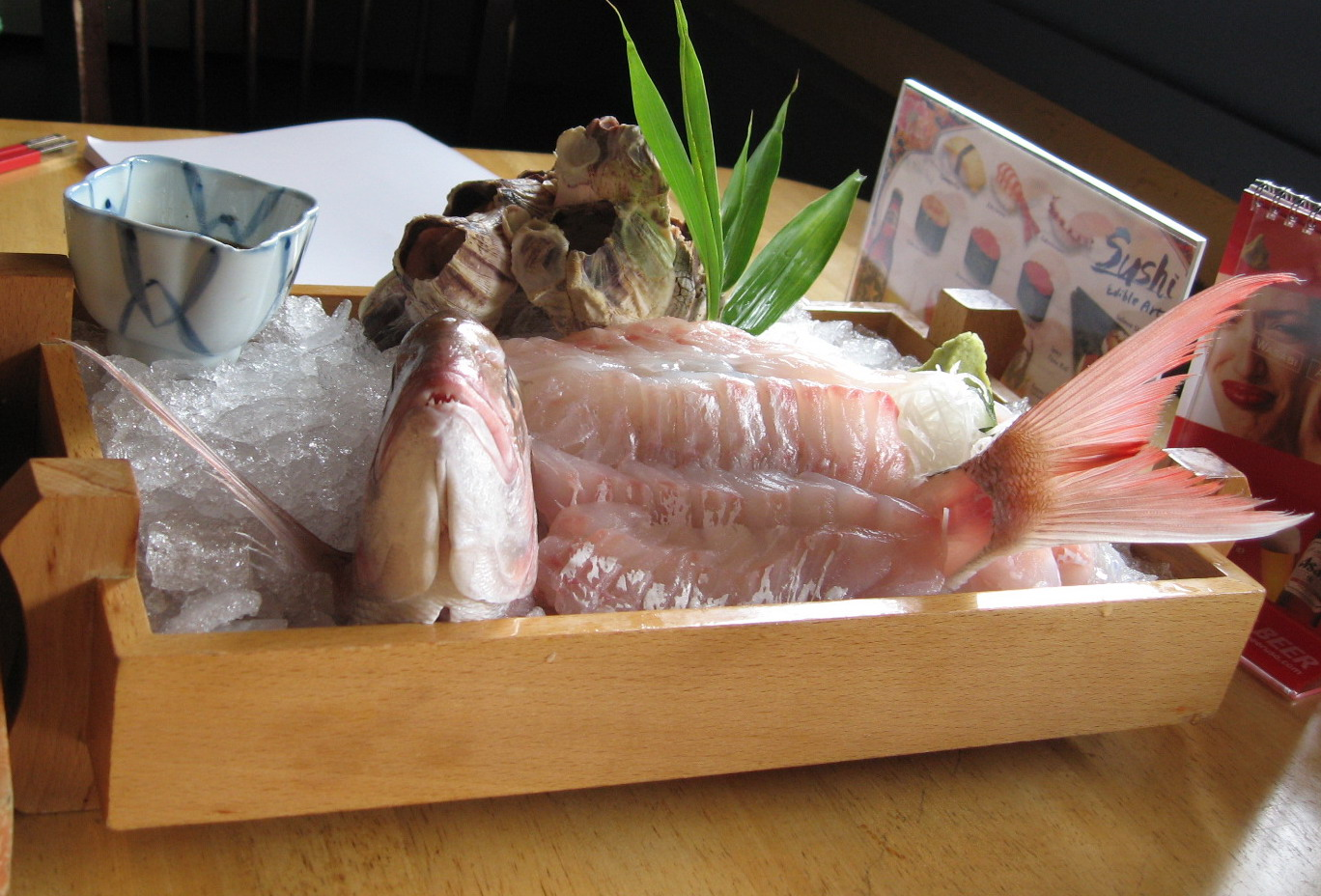
Als Ikizukuri zubereiteter Fisch

Ikizukuri (jap. [生/活]き[作/造]り, dt. „Lebendzubereitung“) oder Ikezukuri ([生/活]け[作/造]り) bezeichnet in der Japanischen Küche eine Sashimi-Variante, bei der ein besonderer Wert auf Frische und lebendiges Aussehen des Gerichts gelegt wird.
Dafür wird der Fisch mit einem Schlag auf den Kopf betäubt, ausgenommen und filetiert, wobei darauf geachtet wird, dass der Kopf, die Wirbelsäule und der Schwanz unangetastet bleiben, d. h. es werden im Wesentlichen nur die beiden Filethälften entfernt und aus diesen das Sashimi zubereitet. Dieses wird dann zusammen mit dem, mittels Stäbchen halb aufgerichteten und infolge von Reflexen noch zuckenden, Fisch serviert.
Üblicherweise werden für das Gericht Fische verwendet, speziell Koi-Karpfen oder Meerbrassen (Pagrus major, jap. tai), daneben aber auch Meeresfrüchte wie Tintenfische, Japanische Langusten oder Garnelen (siehe hierfür Odori ebi).
Die Zubereitung ist in Deutschland und Australien als Tierquälerei verboten.